# Тонганська Вікіпедія
Тонганська Вікіпедія — розділ Вікіпедії тонганською мовою. Створена у 2004 році. Тонганська Вікіпедія станом на 27 березня 2025 року містить 2022 статті, 11 799 зареєстрованих користувачів, 15 активних дописувачів, 2 адміністраторів
. Загальна кількість сторінок в тонганській Вікіпедії — 5505, редагувань — 43 561, завантажених файлів — 12
. Глибина (рівень розвитку мовного розділу) тонганської Вікіпедії мала і становить 23.5 пунктів
. 

## Історія
- Жовтень 2006 — створена 100-та стаття[3].
- Квітень 2007 — створена 1 000-на стаття[3].